# Prahova (řeka)
Prahova je řeka v Rumunsku, levostranný přítok řeky Ialomițy. Je dlouhá 193 km. Pramení v rumunské části Karpat a patří k úmoří Černého moře. Povodí řeky je 3 738 km². Podle řeky byla pojmenována župa Prahova, kterou protéká.

## Přítoky
Mezi nejvýznamnější přítoky řeky Prahovy patří Teleajen (122 km), Cricovul Sărat (94 km) a Doftana (51 km).

## Města
Řeka protéká následujícími městy a vesnicemi – Predeal, Azuga, Bușteni, Poiana Țapului, Sinaia, Posada, Comarnic, Nistorești, Breaza, Cornu, Poiana Câmpina, Câmpina, Bănești, Bobolia, Cocorăștii Caplii, Cap Roșu, Novăcești, Florești, Călinești, Cătina, Filipeștii de Târg, Nedelea, Ariceștii Rahtivani, Ezeni, Zalhanaua, Stăncești, Piatra, Stejaru, Pisculești, Tinosu, Miroslăvești, Palanca, Independența, Belciug, Gherghița, Hătcărău, Tufani, Malamuc, Răsimnicea, Rădulești, Adâncata a Patru Frați.